# Maurizio Menegon
Maurizio Menegon (Venezia, 13 aprile 1945 – Milano, 5 marzo 2004) è stato un politico italiano.

## Biografia
Originario del Lido, dal 1993 al 1997 è consigliere comunale a Venezia.
Alle elezioni politiche del 1994 è candidato alla Camera dei deputati nel collegio elettorale di Venezia - San Marco, sostenuto dal Polo delle Libertà in quota LN, venendo eletto.
Nel marzo 1996 passa al gruppo misto. Aderisce quindi a Rinnovamento Italiano, con il quale viene candidato alle successive consultazioni nel Collegio di Oderzo, sostenuto dall'Ulivo. Viene sconfitto da Giuseppe Covre.
Muore per arresto cardiaco nel 2004.